# Forestry and Irrigation
Forestry and Irrigation (abreviado Forest. Irrig.) fue una revista con ilustraciones y descripciones botánicas que fue editada en Washington D. C.. Fueron publicados los números 8 al 14 en los años 1903 - 1908. Fue precedida por Forester (Washington) y reemplazada por Conservation. Journal of the American Forestry Association.